# Indiens ambassad i Stockholm
Indiens ambassad i Stockholm är Republiken Indiens diplomatiska representation i Sverige. Ambassadör sedan december 2020 är Tanmaya Lal. Ambassaden upprättades 1948. Diplomatkoden på beskickningens bilar är BT.

## Fastighet
Ambassaden är belägen i Buckauska huset på Kornhamnstorg 4, inom Kvarteret Cerberus i Gamla stan i Stockholm. Tidigare adresser är Strandvägen 47 (1948-58), Västra Trädgårdsgatan 15 (1959-72). och Adolf Fredriks Kyrkogata 12 (1972-2020).

## Beskickningschefer
| Namn                   | Period    | Funktion   | Anmärkning                  |
| ---------------------- | --------- | ---------- | --------------------------- |
| Balkrishna Shetty      | 2009–2010 | Ambassadör | Sidoackrediterad till Riga. |
| Banashri Bose Harrison | 2012–2016 | Ambassadör |                             |
| Monika Kapil Mohta     | 2016–2020 | Ambassadör |                             |
| Tanmaya Lal            | 2020–     | Ambassadör |                             |